# Giovanni da Oppido
Giovanni da Oppido, noto anche come Obadiah il Proselito (Oppido Lucano, 1070 – Tiro, 1150), è stato un compositore e viaggiatore italiano, di origine normanna.
È considerato, attualmente, l'autore del più antico manoscritto di musica ebraica ed il primo compositore a trascrivere i canti della tradizione ebraica nella notazione musicale gregoriana. È oggetto di studi da oltre quarant'anni del professore di storia ebraica all'Università di Chicago, Norman Golb, oltre che di altri studiosi della scena internazionale.

## Biografia
Nacque a Oppido Lucano, intorno al 1070, da una famiglia agiata di origine normanna. Mentre suo fratello gemello, Ruggero, divenne cavaliere, egli scelse di diventare sacerdote cattolico, convertendosi ben presto all'ebraismo. Le ragioni di tale conversione non sono ufficiali: probabilmente fu mosso dalle persecuzioni ebraiche durante la Prima crociata, delle quali fu testimone oculare, e dalla conversione dell'arcivescovo Andrea di Bari, che era fuggito a Costantinopoli.
Si recò anch'egli a Costantinopoli, dove approfondì le sue conoscenze, realizzando anche scritti polemici contro il cristianesimo. Giunto ad Aleppo passando per Baghdad, fu formalmente convertito da un rabbino nel 1102. Come molti proseliti ebrei, assunse il nome "Obadiah", secondo la tradizione in cui il profeta Abdia stesso sarebbe un edomita convertito al giudaismo.
Viaggiò in Egitto, Siria, Palestina e fu generalmente ben accolto dalle comunità ebraiche. Nella sua cronaca autobiografica, scritta dopo il 1112 e di cui alcuni frammenti sono conservati a Geniza del Cairo, egli descrisse la vita delle comunità ebraiche in cui soggiornò. Morì probabilmente a Tiro, intorno al 1150. Confrontando la sua firma con quella del più antico manoscritto conosciuto di musica ebraica, acquisito dalla Jewish Theological Seminary di New York, lo storico Norman Golb scoprì, nel 1965, che Giovanni da Oppido ne fu l'autore.